# 吴光宇 (画家)
吴光宇（1908年—1970年），名显曾，字光宇，以字行，順天府（今北京市）人，祖籍浙江山陰（今紹興市），中国画家，三兄吴镜汀亦為畫家。

## 艺术生涯
师从徐燕荪，以工笔人物画见长。继承中国古代人物画的传统，又借鉴民间壁画中为百姓乐见的风格，画风明快，令人叹赏，是北京传统人物仕女画派的一位突出代表。其工笔人物画中亦有写意绘景，系受到其兄吴镜汀之影响启发。兄弟二人曾经联袂举办画展，为京华美术界佳话。二十世纪三、四十年代曾在国立北平艺术专科学校任讲师，也曾执教于京华美术学院。1951年入北京中国画研究会，曾任理事。1958年任北京中国画院画师，为中国美术家协会会员。亦曾于六十年代初到河北美术学院、鲁迅美术学院和民族学院授课。